# Jablonec (Pezinok)
Jablonec é um município da Eslováquia, situado no distrito de Pezinok, na região de Bratislava. Tem 8,7 km² de área e sua população em 2019 foi estimada em 1022 habitantes.

## Demografia
| Ano:        | 1994 | 2004   | 2014    | 2024   |
| ----------- | ---- | ------ | ------- | ------ |
| Broj ljudi: | 751  | 826    | 964     | 1042   |
| Razlika:    |      | +9,98% | +16,70% | +8,09% |

| Ano:               | 2023 | 2024   |
| ------------------ | ---- | ------ |
| Número de pessoas: | 1035 | 1042   |
| Diferença:         |      | +0,67% |